# 170 a. C.
El año 170 a. C. fue un año del calendario romano prejuliano. En el Imperio romano, fue conocido como el año 584 Ab Urbe condita.

## Acontecimientos
- En Tesalia, el rey Perseo de Macedonia rechaza a un ejército romano que es comandado por Aulo Hostilio Mancino. Mientras tanto, la ciudad tracia de Abdera es saqueada por tropas romanas y de Pérgamo.
- En Hispania es posible que Lucio Canuleyo viese su pretura prorrogada hasta este año. Se produce un intento de rebelión de los celtíberos, con Olónico al frente.[1]